# Ehemaliger Fieler See
Der Ehemalige Fieler See ist ein Naturschutzgebiet in den schleswig-holsteinischen Gemeinden Epenwöhrden, Hemmingstedt und Nordhastedt im Kreis Dithmarschen.
Das rund 130 Hektar große Naturschutzgebiet ist unter der Nummer 174 in das Verzeichnis der Naturschutzgebiete des Ministeriums für Energiewende, Landwirtschaft, Umwelt, Natur und Digitalisierung eingetragen. Es wurde Ende 1998 ausgewiesen (Datum der Verordnung: 22. Dezember 1998). Zuständige untere Naturschutzbehörde ist der Kreis Dithmarschen.

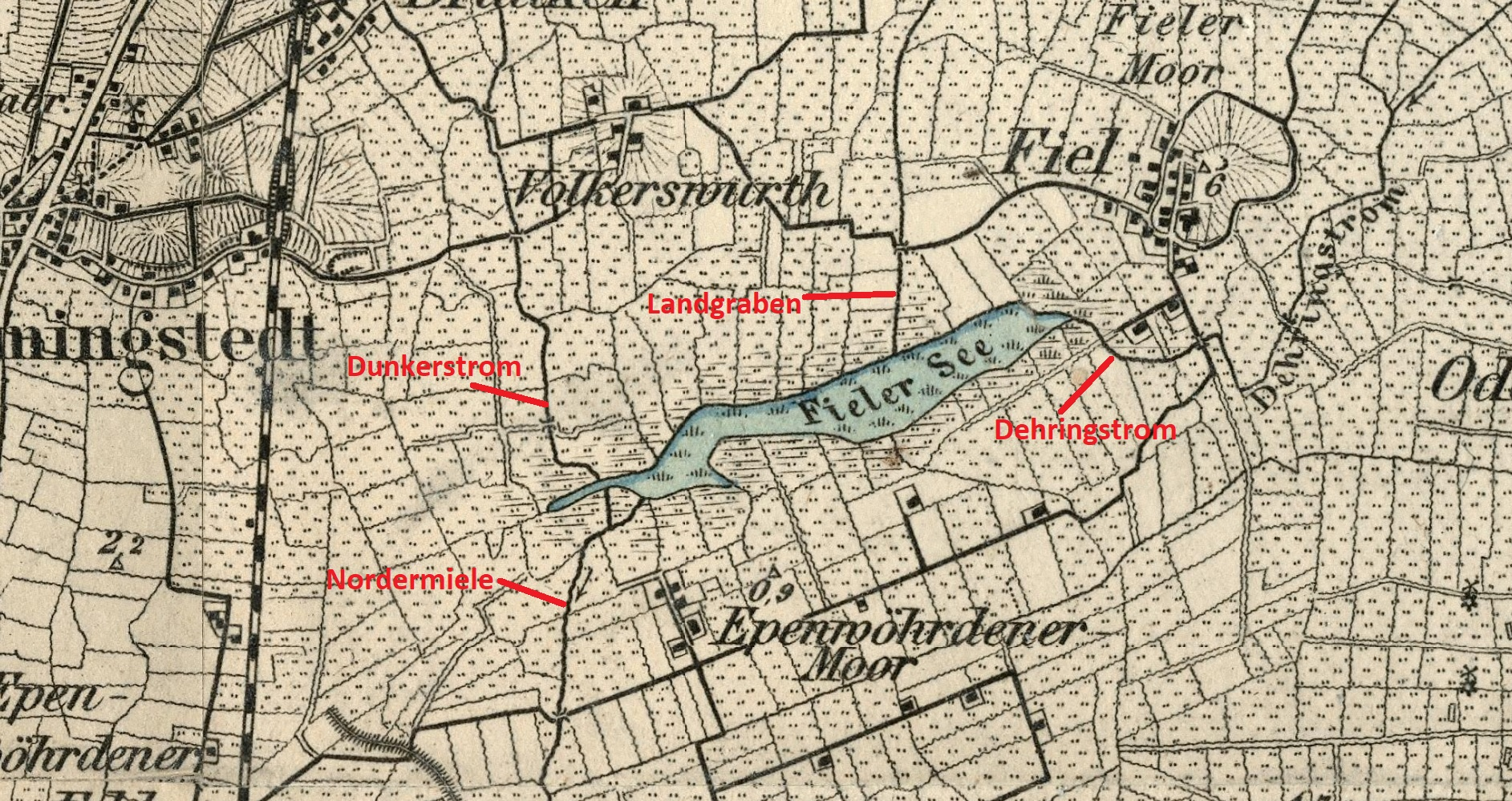
Zu- und Abflüsse des Fieler Sees um 1893

Das Naturschutzgebiet liegt zwischen Heide und Meldorf südöstlich von Hemmingstedt in einem feuchten Niederungsbereich. Es umfasst die Fläche des ehemaligen Fieler Sees sowie daran angrenzende Flächen. Im Naturschutzgebiet vereinen sich die Flüsse Dehringstrom und Landgraben zur Nordermiele. Die nördlich und südlich der Flussläufe angelegten Verwallungen dienen als Eingrenzung des Überschwemmungsgebietes für diese und werden von Grünlandbereichen, Brachen und Röhrichtbeständen geprägt. Das Naturschutzgebiet stellt einen wichtigen Lebensraum für Wiesenvögel dar.